# 전주 삼경사 목조아미타여래좌상 (전북 유형문화재 제262호)
전주 삼경사 목조아미타여래좌상(全州 三景寺 木造阿彌陀如來坐像)은 대한민국 전북특별자치도 전주시, 삼경사에 있는 불상이다. 2019년 12월 20일 전라북도의 유형문화재 제262호로 지정되었다.

## 지정 사유
전주 삼경사 목조아미타여래좌상은 불상조성기가 전하지 않고 있어 정확한 제작 연대를 알기 어려우나 2015년 전라북도 유형문화재 236호로 지정된 조각승 법종(法宗)이 1708년 조성한 목조아미타여래좌상과 비슷한 시기에 만들어진 것으로 추정된다.
이 불상은 전체적으로 균형잡힌 신체 비례와 안정감을 보여주고 있으며 18세기 초 불상의 전형적 양식을 따르고 있어 학술적, 예술적 가치가 있다.

## 같이 보기
- 전주 삼경사 목조아미타여래좌상 - 전라북도 유형문화재 제236호

## 참고 문헌
- 전주 삼경사 목조아미타여래좌상 - 국가유산청 국가유산포털